# Andrena orbitalis
Andrena orbitalis là một loài Hymenoptera trong họ Andrenidae. Loài này được Morawitz mô tả khoa học năm 1871.